# Joseph Nolin
Pour les articles homonymes, voir Nolin.
Joseph Octave Nolin  (1868 - décembre 1925) est un homme politique provincial canadien de la Saskatchewan. Il représente la circonscription d'Athabasca et d'Île-à-la-Crosse à titre de député du Parti libéral de la Saskatchewan de 1908 à son décès en fonction à Regina en 1925,.

## Biographie
Né à Bottineau dans le Dakota du Nord, il déménage avec sa famille au Manitoba avant de s'établir avec son frère Norbert à Battleford. Il devient par la suite fermier à Meota (en) et à Jackfish Lake (en) en Saskatchewan. Ouvrier durant la construction de la Route 4, il travaille également comme capitaine de traversier pour la Battleford Steam Ferry sur la rivière Saskatchewan Nord jusqu'à la construction d'un pont.
Fluide en anglais, français et cri, il est un des premiers métis député à l'Assemblée législative de la Saskatchewan.